# Pedro Ochoa
Pedro Ochoa (Avellaneda, 22 de fevereiro de 1900 - 5 de dezembro de 1947) foi um futebolista argentino, medalhista olímpico.

## Carreira
Pedro Ochoa fez parte do elenco medalha de prata, nos Jogos Olímpicos de 1928.